# North High Shoals
La ville américaine de North High Shoals est située dans le comté d’Oconee, dans l’État de la Géorgie.

## Démographie
| 1950 | 1960 | 1970 | 1980 | 1990 | 2000 |
| ---- | ---- | ---- | ---- | ---- | ---- |
| 124  | 122  | 165  | 256  | 268  | 439  |

| 2010 | - | - | - | - | - |
| ---- | - | - | - | - | - |
| 652  | - | - | - | - | - |

Sa population s’élevait à 652 habitants lors du recensement de 2010, estimée à 723 habitants en 2016.

## Source
- (en) Cet article est partiellement ou en totalité issu de l’article de Wikipédia en anglais intitulé « North High Shoals, Georgia » (voir la liste des auteurs).